# Клюзко Віктор Миколайович
Віктор Миколайович Клюзко (нар. 15 січня 1976) — український лікар-кардіохірург, кандидат наук, заслужений лікар України, лікар-хірург серцево-судинний, трансплантолог.

## Біографія
1991—1995 рр.. Ніжинське медичне училище, спеціальність «Лікувальна справа», кваліфікація — фельдшер;
1995—2001 рр.. Національний медичний університет імені О. О. Богомольця, спеціальність «Лікувальна справа», кваліфікація — лікар;
2004 р. Київська медична академія післядипломної освіти імені П. Л. Шупика МОЗ України, сертифікат спеціаліста за спеціальністю «Хірургія серця і магістральних судин»;
2005—2008 рр.. Національна академія державного управління при Президентові України, спеціальність «Державне управління», кваліфікація — магістр державного управління;
2011 р. Інститут законодавства Верховної Ради України, науковий ступінь кандидата наук з державного управління;
2011 р. Міністерством охорони здоров'я України присвоєна вища кваліфікаційна категорія зі спеціальності «Хірургія серця і магістральних судин»;
У 2001—2007 рр. працював в Академії медичних наук України. Інститут серцево-судинної хірургії імені М. М. Амосова. Лікар-хірург серцево-судинний.
2007—2009 роках працював в Київському міському центрі серця. Заступник директора з медичної частини.
2009—2013 рр. працює в Науково-практичному медичному центрі дитячої кардіології та кардіохірургії. Заступник директора з медичної частини.
З 2013 по 2018 рр. працював в Одеській обласній клінічній лікарні. Лікар-хірург серцево-судинного відділення кардіохірургії.
З 2018 року працює в КНП «Олександрівська клінічна лікарня міста Києва». Завідувач відділення кардіохірургії.
У 2020 році, Київська медична академія післядипломної освіти імені П. Л. Шупика МОЗ України, сертифікат спеціаліста за спеціальністю «Трансплантологія». успішно провів операцію з імплантації механічного серця для українського військового.
За час своєї діяльності провів ряд успішних операцій, врятувавши життя багатьом людям.

## Особисте життя
Дружина — Вікторія, діти — Максим, Камілла та Віолетта.

## Нагороди
- Заслужений лікар України (2020) завідувачеві відділення комунального некомерційного підприємства «Олександрівська клінічна лікарня міста Києва».[3]